# Anilingus

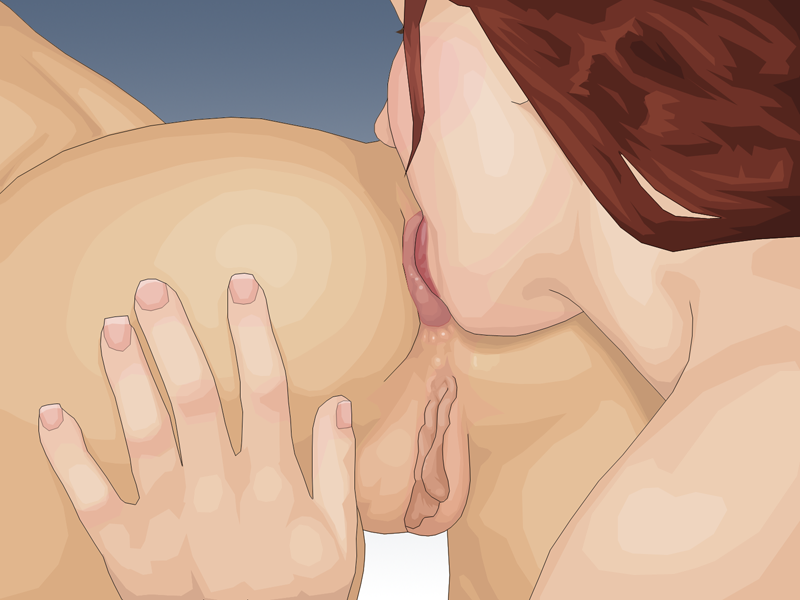
Due donne che praticano l'anilingus: primo piano

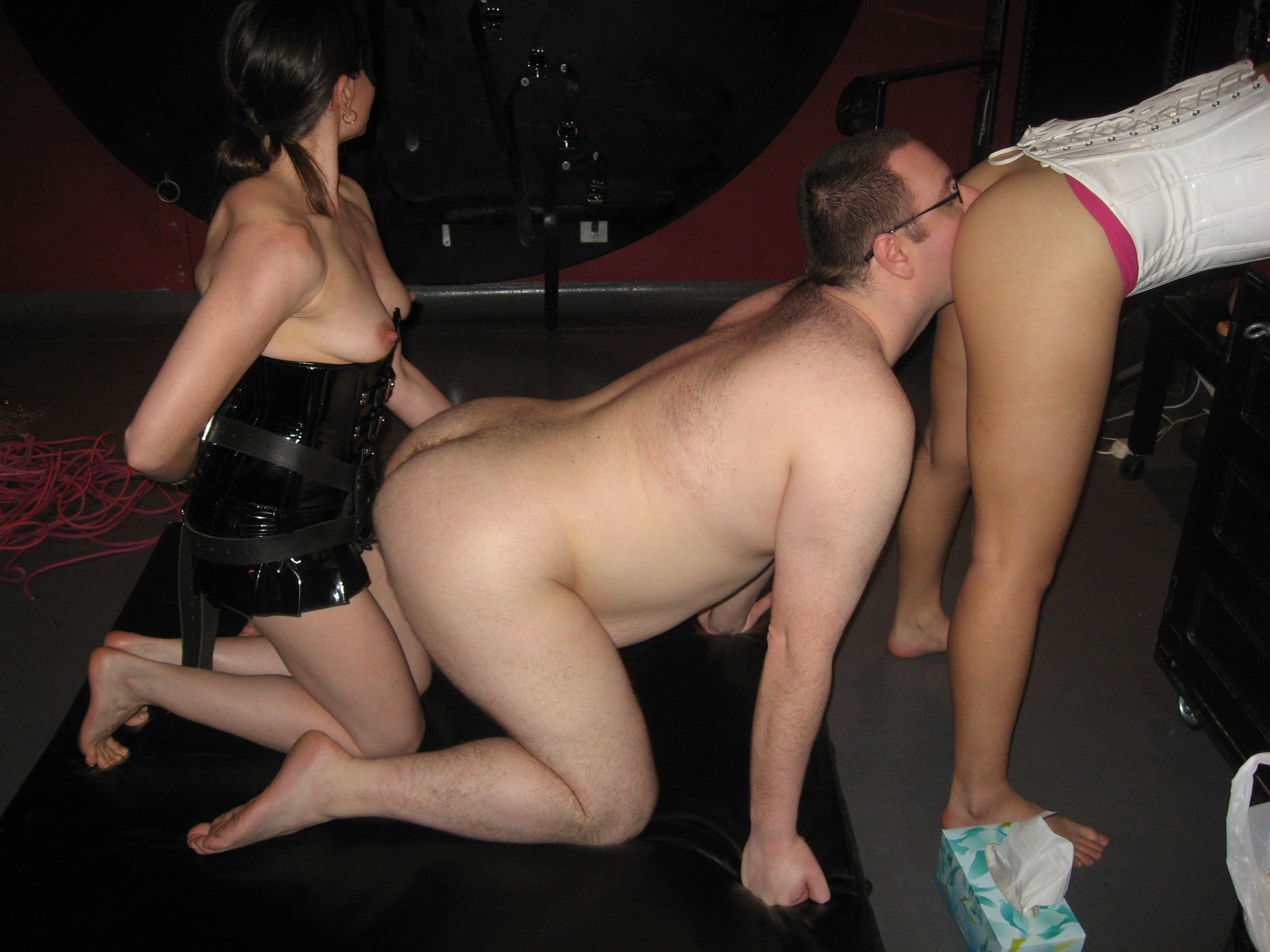
Uomo che pratica lanilingus a una donna, mentre un'altra dietro di lui lo penetra praticando il pegging

Anilingus è il nome generico di varie pratiche sessuali umane che comportano il contatto della bocca con l'ano o con le regioni perianali. L'anilingus è perciò una pratica di sesso orale che non coinvolge i genitali.

## Etimologia
Il termine anilingus è un ibrido, coniato fondendo le voci della lingua latina anus (ano) e lingere (leccare).
Esiste anche la scrittura analingus per analogia con analis (anale).
Nel linguaggio comune si sono affermati anche i termini inglesi rimming e rimjob.

## La pratica
L'anilingus può essere praticato da persone di ambedue i sessi. Al movimento delle labbra si unisce spesso quello della lingua, che a volte viene inserita fin dentro lo sfintere.
Negli esseri umani sono presenti in prossimità dell'ano terminazioni nervose simili a quelle rinvenibili negli organi genitali e nelle zone erogene. La stimolazione di queste terminazioni attraverso l'azione meccanica delle parti orali di un partner induce gratificazione a livello del sistema limbico.
In molti casi l'anilingus fa parte dei preliminari alla penetrazione, in particolare al sesso anale vero e proprio.

## Rischi infettivi
Dal punto di vista sanitario, l'anilingus è ritenuto pericoloso per la possibile presenza di batteri o  virus nell'ano e nel retto, che possono trasmettere numerose malattie infettive nonché per il rischio d'infezioni sessualmente trasmissibili come l'AIDS, nel caso in cui nell'orifizio anale siano presenti tracce di sangue dovute a patologie varie come emorroidi, polipi, ecc., oltre i batteri fecali. Per proteggersi da tali rischi infettivi, molti usano il dental dam ossia diga dentale.